# De Kalb Motor Car Company
De Kalb Motor Car Company bzw. DeKalb Motor Car Company war ein US-amerikanischer Hersteller von Automobilen.

## Unternehmensgeschichte
Das Unternehmen hatte seinen Sitz in St. Louis in Missouri. 1915 stellte es mehrere Personenkraftwagen und Lieferwagen her. Der Markenname lautete De Kalb bzw. DeKalb. Ende 1915 wurde das Unternehmen aufgelöst.

## Fahrzeuge
Ein Sechszylindermotor von der Beaver Manufacturing Company trieb die Fahrzeuge an. Er leistete 45 PS. Das Fahrgestell hatte 330 cm Radstand. Die Pkw waren als offene Tourenwagen karosseriert.